# Antero Paes de Barros
Antero Paes de Barros Neto, mais conhecido como Antero Paes de Barros (Cuiabá, 3 de janeiro de 1953) é um jornalista e político brasileiro, filiado ao Podemos. Foi eleito senador pelo Partido da Social Democracia Brasileira (PSDB), em outubro de 1998.

## Trajetória política
Antero foi vereador na cidade de Cuiabá pelo PMDB, em 1982. Foi eleito deputado federal à Assembleia Nacional Constituinte em 1986.
Nas eleições de 1994, disputou o Senado Federal, quando teve mais de 300 mil votos. Foi secretário-chefe da Casa Civil do estado do Mato Grosso de 1 de janeiro de 1995 a 2 de junho de 1997 e secretário de Comunicação Social até 2 de abril de 1998 no primeiro mandato do governador Dante de Oliveira. Em 1998, com 469.179 votos, foi eleito Senador da República para o período 1999/2006.
Em 2002, disputou a eleição para governador de Mato Grosso, teve 360.069 votos. Em 2006, disputou novamente a eleição para o governo de Mato Grosso, teve 279.873 votos. Assim como na eleição anterior perdeu para Blairo Maggi.